# Madonna van Perugia
Madonna van Perugia is het fragment van een altaarstuk dat rond 1300 is ontstaan in het atelier van de Siënese kunstschilder Duccio di Buoninsegna.
De Madonna van Perugia is waarschijnlijk het resterende middenpaneel van een retabel dat op een altaar in de dominicaanse kloosterkerk San Domenico in Perugia heeft gestaan en in 1863 werd overgedragen aan het museum. Het altaarstuk moet geleken hebben op een eenvoudiger versie van Duccio's Retabel nr. 28, zonder de architecturale elementen die dit retabel oorspronkelijk bezat.
De uitvoering heeft veel overeenkomsten met de veel kleinere Stoclet-Madonna. Allebei lijken in de weergave van de transparante stoffen en het clair-obscur van de gezichten beïnvloed door het vroege werk van Giotto. De zes teder toekijkende engelen leunen op dezelfde manier op de geprofileerde lijst van de boog boven de Madonna als de engelen bij de Kroning van Maria op het roosvenster dat Duccio in 1287 voor de kathedraal van Siena ontwierp.